# 金牛座60
金牛座60，又名BD+13 668，HD 27628、SAO 93892、HR 1368，是金牛座的一颗恒星，视星等为5.72，位于銀經180.78，銀緯-24.38，其B1900.0坐标为赤經4h 16m 25.3s，赤緯+13° -24.38′ 27″。